# Bare (musical)
Bare, noto anche come Bare: A Pop Opera e bare the musical, è un musical di Jon Hartmere Jr. e Damon Intrabartolo, debuttato a Los Angeles nel 2000. Pur non avendo mai avuto critiche particolarmente positive, il musical è diventato una scelta popolare tra le compagnie amatoriali o comunque giovanili ed è stato messo in scena in numerosi Paesi, tra cui Italia, Filippine, Gran Bretagna, Brasile, Canada, Australia, Argentina e Belgio.

## Trama
Il musical racconta la proibita storia d'amore tra  Peter e Jason, due studenti di un collegio cattolico. Mentre la scuola allestisce lo spettacolo di file anno, Romeo e Giulietta, i due ragazzi vivono in modo differente la propria omosessualità: Peter vorrebbe dichiararsi e rendere pubblica la relazione con il popolarissimo Jason, ma l'altro ragazzo rifiuta nel timore di venir emarginato. Per provare a sé stesso e a Peter di non essere gay, Jason va a letto con un'amica e la mette incinta, un gesto che spingerà Peter a lasciarlo e Jason al suicidio.